# Lithopoma tectum
Lithopoma tectum é uma espécie de molusco gastrópode marinho pertencente à família Turbinidae. Foi classificada por Lightfoot, com o nome de Trochus tectus, em 1786. É nativa do oeste do oceano Atlântico.

## Descrição da concha e hábitos
Concha cônica e nodulosa, com pouco mais de 6 centímetros, de coloração esbranquiçada ou creme a amarelada, quando não está coberta com os organismos marinhos de seus bentos de origem. Opérculo branco, com uma elevação. Columela com dois pequenos tubérculos em sua base. A estrutura da concha é constituída por duas camadas: uma mais externa, que mostra a presença de aragonita e calcita, e outra interior, com uma estrutura nacarada de aragonita. Este mesmo nácar pode ser visto na abertura e região interna da concha.

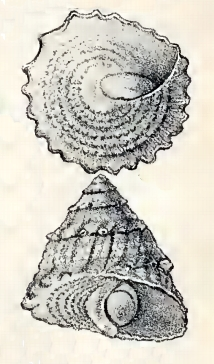
L. tectum em desenho, com seu opérculo.

É encontrada de águas rasas, em rochas expostas na maré baixa, entre algas, pois é espécie herbívora, até os 20 metros de profundidade. Rios cita que, no Brasil, é comum estar coberta com o Foraminifera rubro Homotrema rubra (Lamarck, 1816).

## Distribuição geográfica
Lithopoma tectum ocorre no mar do Caribe, Belize, Cuba, Costa Rica, Golfo do México, Jamaica, Panamá, Ilhas Cayman, Pequenas Antilhas, Porto Rico, Colômbia, Venezuela e Brasil, do Rio Grande do Norte a Santa Catarina, Atol das Rocas, Fernando de Noronha e Ilhas Trindade. No Brasil, é conhecida popularmente por "Manzarate".

## Taxonomia
Quando esta espécie se denominava Astraea tecta, esteve dividida em subespécies: Astraea tecta tecta (Lightfoot, 1786) e Astraea tecta americana (Gmelin, 1791); porém, atualmente, são duas espécies distintas: Lithopoma tectum e Lithopoma americanum (que habita o mar do Caribe, Belize, Golfo do México, Panamá, Pequenas Antilhas e sudoeste da Flórida), sendo esta última espécie distinguível de tectum por apresentar a superfície mais estriada e menos nodulosa, além da espiral mais alta.